# Yūko Satō
Yūko Satō (佐藤 ゆうこ?, Satō Yūko; Prefettura di Kanagawa, 25 dicembre ...) è una doppiatrice giapponese.

## Doppiaggio

### Anime
- Agent Aika (White Delmo R)
- Animal yokochō (Issa)
- Astro Boy (Kenichi)
- Black Jack TV (Sharaku)
- Kureyon Shin-chan: Ankoku tamatama dai tsuiseki (ostaggio)
- Kureyon Shin-chan: Dengeki! Buta no Hizume dai sakusen (Segi)
- Digimon: Data Squad (Tohma giovane) (ep 15)
- Doraemon: Doraemon Comes Back (bambino)
- Doraemon: Nobita and the Strange Wind Rider (Tomjin)
- Dr. Pinoko no mori no bōken (Sharaku)
- Fullmetal Alchemist (Lust)
- Gad Guard (Takumi Kisaragi)
- Gegege no Kitaro (Yuki-onna) (ep 7)
- Gintama (Oryou)
- Gun X Sword (Lin) (ep 8)
- InuYasha (Ep 166-7)
- Kaleido Star (Julia)
- Mobile Suit Gundam SEED (Juri Wu Nien)
- Mobile Suit Gundam Seed Special Edition (Muruta Azrael da giovane)
- Naruto (Akane)
- Ōedo Rocket (Genzou Mama)
- Rumiko Takahashi Anthology (subordinata e casalinga) (ep 1, 9)
- Saiyuki Reload (Kami bambino) (ep. 22, 24)
- SD Gundam Force (Gundamusai e Raimi)
- Shaman King (Yoh Asakura)
- Soul Taker (Sanae)
- The World of Narue (Rokugo) (ep 3)
- Yu-Gi-Oh! 5D's (Michel) (ep 70)

### Videogiochi
- Evolution Worlds (Mag Launcher)
- Fullmetal Alchemist: Dream Carnival (Lust)
- Fullmetal Alchemist 2: Curse of the Crimson Elixir (Lust)
- JoJo's Bizarre Adventure: All Star Battle (Hayato Kawajiri)
- JoJo's Bizarre Adventure: Eyes of Heaven (Hayato Kawajiri)
- Mobile Suit Gundam SEED: Alliance vs. Z.A.F.T. (Juri Wu Nien)
- Mobile Suit Gundam SEED Battle Destiny (Juri Wu Nien)
- Onechanbara Z2: Chaos (Evange)
- SBK: Snowboard Kids (Slash Kamei)
- Shaman King: Spirit of Shamans (Yoh Asakura)
- Shaman King: Soul Fight (Yoh Asakura)
- Shaman King: Funbari Spirits (Yoh Asakura)
- Shenmue (Eri Tajima)
- Super Robot Wars Alpha 3 (Selena Recital, Juri Wu Nien)